# Vestingwerken van Coevorden

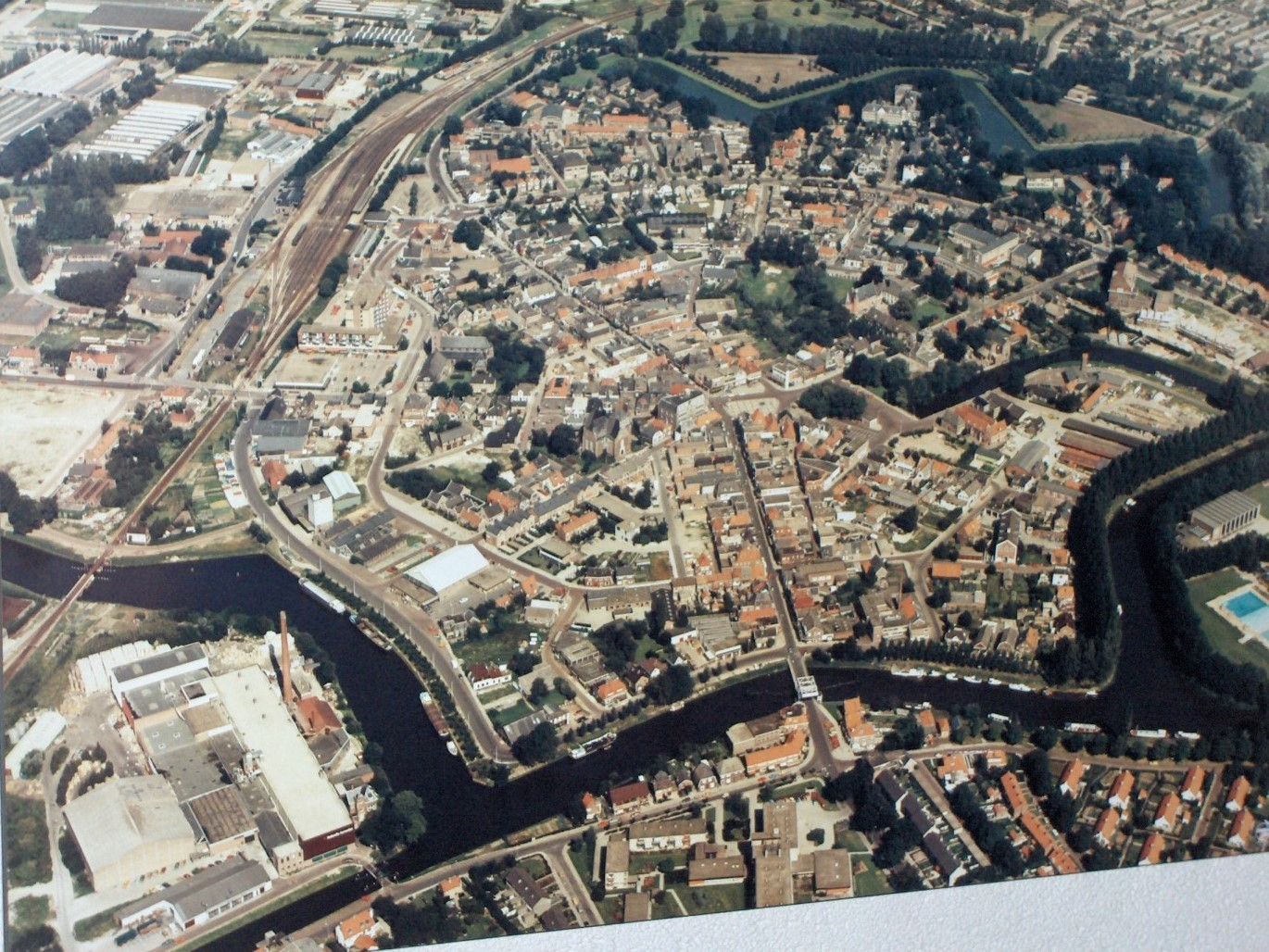
Luchtfoto van Coevorden omstreeks 1965.

De vestingwerken van Coevorden bestaan sinds de elfde eeuw, toen verdedigingswerken rond het toenmalige dorp werden aangelegd. Aan het eind van de zeventiende eeuw werd de vesting Coevorden aangepast aan de moderne tijd.

## Geografie

### Ontstaan van het Drentse landschap
De stad Coevorden, op de grens met Overijssel en Drenthe, is honderden jaren lang een belangrijk punt geweest voor reizigers en handelaren die richting Groningen trokken. De stad is slachtoffer geweest van talloze belegeringen, branden en verwoestingen vanwege haar tactische ligging tussen de moerassen. De strategische positie van Coevorden heeft veel te maken met het Drentse landschap. Dit landschap heeft een geschiedenis van zo’n 200.000 jaar. De huidige hoofdstructuren van het landschap, de bodem en bodemvormen zijn in belangrijke mate bepaald door de laatste twee koude perioden, ijstijden.
Onder een gedeelte van Groningen en Drenthe liggen diep in de bodem grote plakkaten keileem. Deze zijn een overblijfsel van het saalien tussen 200.000 en 130.000 jaar geleden. Scandinavisch landijs werd over Nederland heen geduwd tot ongeveer aan de lijn Amsterdam-Amersfoort-Nijmegen. Dit zorgde ervoor dat de daar gelegen rivierafzettingen werden meegenomen en vermalen door het ijs. Dit keileem bestond uit grote en kleine keien, vuursteen, gruis, zand en leem. Toen het ijs smolt, bleef dit achter samen met de door het ijs ingesneden dalen.
Er breekt een warme periode aan. De rivieren die weer begonnen met stromen legden voor een gedeelte weer rivierafzettingen over het keileem heen. In deze periode was Drenthe ook begroeid met loofbos. In het weichselien, (116.000 tot 11.700 v.Chr.) moest het loofbos ruimte maken voor naaldwouden die vervolgens plaatsmaakten voor toendra. Vanaf de drooggevallen Noordzee stoof fijn zand, dekzand, over Nederland heen waardoor het keileem in Drenthe en Groningen bedekt werd. Dit was mogelijk vanwege de weinige begroeiing. Het enige wat kon bestaan in de bevroren ondergrond waren korstmossen. Vooral in de nabijheid van dalen, maar ook wel elders, werden zandduinen gevormd evenals langgerekte zandruggen.
Tot ongeveer 7.600 v.Chr. ontstond in Oost-Drenthe, rechts van Coevorden, een groot gebied aan hoogveen vanwege het warme, vochtige klimaat; het Bourtanger Veen. Links van Coevorden ontstond rond diezelfde tijd nogmaals hoogveen. Ook kwam laagveen hier en daar in mindere mate voor, voornamelijk in de rivierdalen.

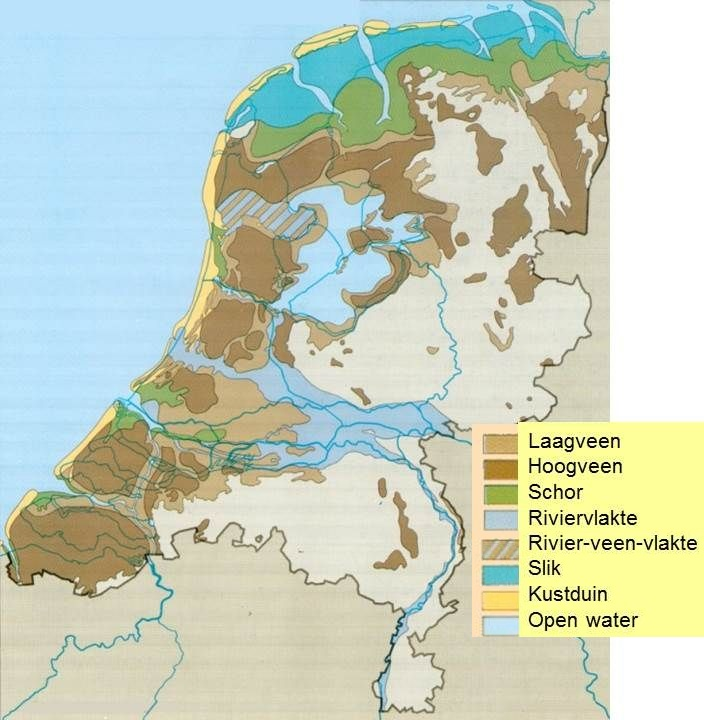
Moerassen in Nederland 100 n. Chr.

### Ligging van Coevorden
Johan Picardt: “Coevorden is een poorte van de Landtschap Drenth, een sleutel van Groningen en Omlanden: een deur van Vrieslandt en ook eenigermaten een pas naer Overryssel.”

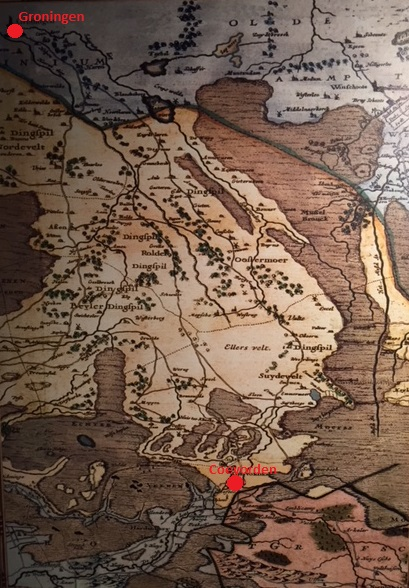
Coevorden tussen de in het bruin aangeduide veengebieden.

Coevorden is de oudste stad van Drenthe en een wegdorp. De situering en de structuur van Drentse wegdorpen werd bepaald door de natuurlijke gegeven van het landschap en de daarop aangepaste wijze van landbouw. Ook bij Coevorden was dit het geval.
De plaats lag oorspronkelijk aan het Drostendiep even ten noorden van het punt waar het Schoonebeekerdiep zich met het Drostendiep verenigde. Verder Zuidwaarts verenigde dit beekje zich met het Loodiep tot de Kleine Vecht welke nabij Ane uitkwam op de Vecht.
Het woord ‘voorde’ is een Saksisch woord voor doorwaadbare plaats in een rivier. Algemeen wordt aangenomen dat Coevorden haar naam ontleent aan een doorwaadbare plaats, welke werd gebruikt voor rundvee door boeren. Deze voorde zal hebben gelegen op de plaats waar de drie beken samen kwamen.
Vanwege de drie beken was het mogelijk door afdamming de omgeving van Coevorden en de plaats zelf, onder water te zetten. Het behouden van de dammen was daarom ook van het grootste belang voor de verdedigers van de stad. Deze dammen werden onder andere doorstoken door prins Maurits en Willem Lodewijk van Nassau in het beleg van 1592.

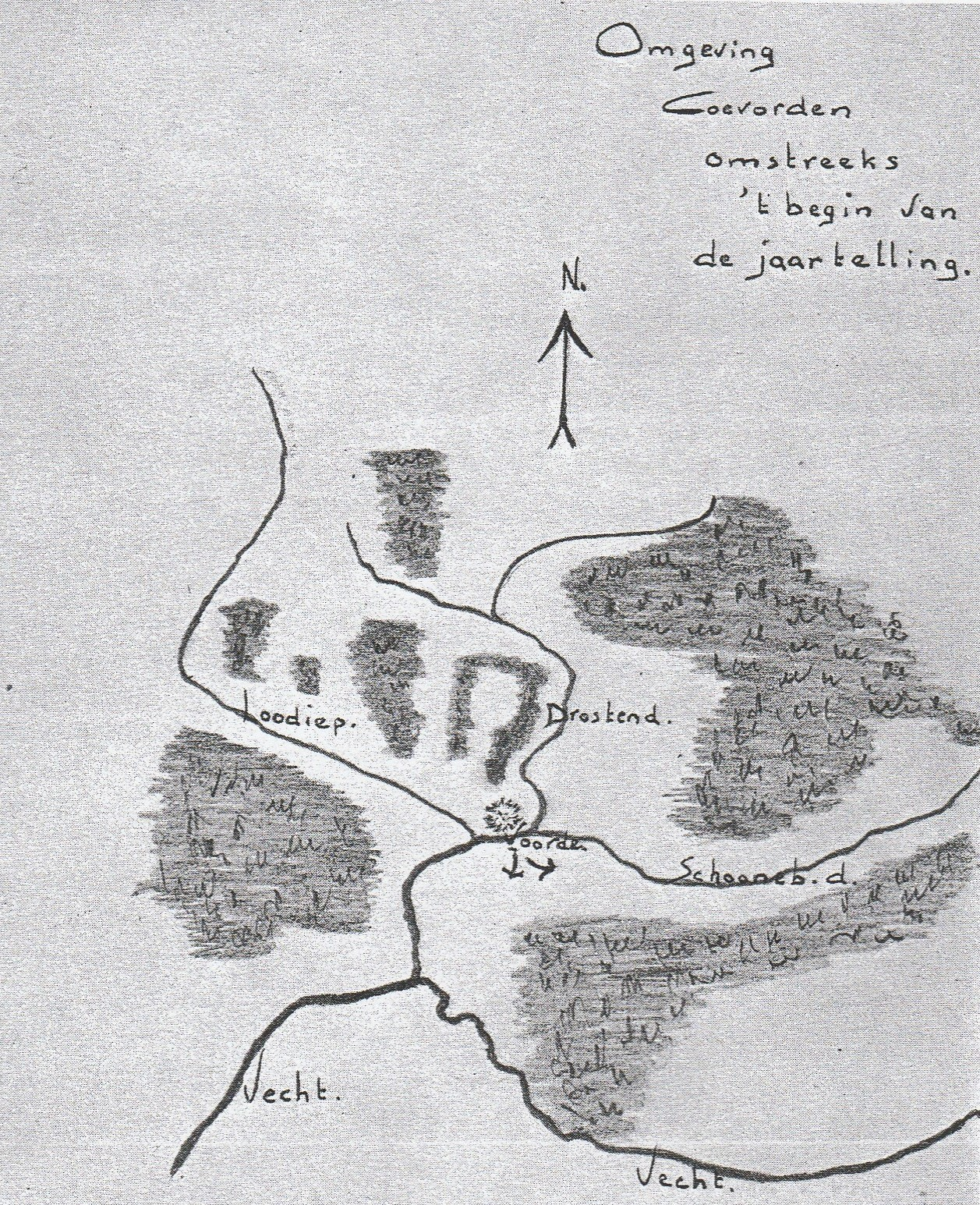
De omgeving van Coevorden omstreeks het begin van de jaartelling.

Coevorden had niet alleen het gemak van de voorde met zich mee, ze ligt ook pontificaal op een lange zandheuvel met een breedte van 750 meter, tussen de moerassige veengebieden van Drenthe. Deze waren een groot probleem voor reizigers. Af en toe bleek het wel mogelijk in langdurige perioden van droogte het veen op andere plaatsen over te steken. Echter, moesten zij hoe dan ook meestal door Coevorden om op hun bestemming te komen. Deze plek was daarom van groot belang voor de wegverbinding naar het Drents plateau. Coevorden behield haar machtige positie tot de tweede helft van de 17e eeuw, toen de veengebieden door landbouwexploitatie werden afgegraven.
Dat Coevorden een van de weinige goed doorgaande plaatsen was vanuit Overijssel blijkt uit een stuk van Picardt. Deze zegt dat er omstreeks 1234 in de nabijheid van de stad Coevorden, vermoedelijk te Weijerswold, een nonnenklooster van de Cisterciëser-orde werd gesticht. Deze lag aan het Schoonebeekerdiep en was zeer ongelukkig gekozen als plaats voor een groot gebouw. Het was er moerassig, land dat beter geschikt was als hooi- en weideland, erg laag en liep regelmatig onder water. De nonnen verzochten daarom snel om herplaatsing wat pas in 1254 werd toegestaan.

## Ontwikkeling

### Vroege middeleeuwen
De landrug, die de doorgang vormde door de grote moerassen van Zuid-Drenthe en waarop het huidige Coevorden lag, was blijkens bodemvondsten gevonden sporen van een nederzetting al in de late steentijd bewoond. Wanneer de stad daadwerkelijk ontstond, is niet bekend.
Vondsten uit de achtste en negende eeuw tonen aan dat de passage in de voege middeleeuwen al een belangrijke handelsroute moest zijn geweest
In de tiende en elfde eeuw waren de Nederlanden verdeeld in graafschappen waarvan een aantal in leen werden gegeven door de Duitse koningen aan de Utrechtse Bisschop. Waaronder: Nedersticht (provincie Utrecht), Oversticht (Twente en Salland), Teisterbant (Tiel), de Veluwe, Drenthe en Friesland. In de elfde eeuw bestond Drenthe uit ongeveer de huidige vorm, de stad Groningen en omgeving en het oosten van Friesland.

### Hoge middeleeuwen
Noord-Nederland was alleen toegankelijk via de Hondsrug en smalle passages nabij Coevorden en Steenwijk. Voor het gezag in zijn graafschap benoemde de Utrechtse bisschop de belangrijkste, strategische plaatsen: Coevorden, Vollenhove en Groningen als steunpunt. De schatting is dat het kasteel omstreeks 1143 in Coevorden is gebouwd voor dat doel. Dit gebeurde ten tijde van bisschop Herbert van Bierum (1139-1150), wat blijkt uit de vondst van ijzeroersteen in het kasteel.
De plaatsnaam 'Coevorden' (Koiforde of Cuvorde) wordt voor het eerst genoemd in een oorkonde uit 1148. In dit document wordt beschreven dat er een bezitting, hoogstwaarschijnlijk land, wordt verpacht en dat de pachtsom jaarlijks betaald moet worden, op Sint Jacobsdag, aan een rentmeesteres te Coevorden. Dit document is opgemaakt te Anlo in tegenwoordigheid van bisschop Herbert.
In de 12e eeuw was in West- en Zuid-Europa een periode van materiële en culturele bloei aangebroken. In Drenthe werd er via Coevorden levendig gehandeld tussen het Graafschap Bentheim en het bisdom Münster en tussen de stad Groningen en omgeving. Omdat alles langs Coevorden moest werd er door de bewoners van de stad tol geheven wat niet werd afgedragen aan de bisschop. Dit was een van de aanleidingen dat de bisschop van Utrecht een oorlog met Coevorden begon, waarbij diens grootste slag, de Slag bij Ane in 1227, nog steeds zeer bekend staat in dit gebied.

### Late middeleeuwen
Wanneer de plaats ook een daadwerkelijke stad met stadsrechten werd is niet duidelijk. Wel is te zien uit een brief uit 1407 dat Coevorden een stedelijke organisatievorm had in de gedaante van een bestuur van schepenen.
In de 15e eeuw bestond Coevorden uit een aantal stenen gebouwen zoals natuurlijk het kasteel, de kerk, het gasthuis, het raadhuis en het hof van de bisschop. Men vermoedt dat de overige woningen vooral boerenhoeven van hout en leem waren, met daken van riet of stro. In 1442, na benoeming van de drost, werd daar ook een stenen huis voor gebouwd met opslag voor de door de bisschop ontvangen pacht: rogge, gerst, boter of pluimvee.

## De vesting
De functie van de vesting van Coevorden was beheersing van de passage door het moeras, de verbindingsweg van Stavoren naar Munster en vanuit het Rijnland naar Drenthe en Groningen. Ook was ze steunpunt in het oostelijk frontier.

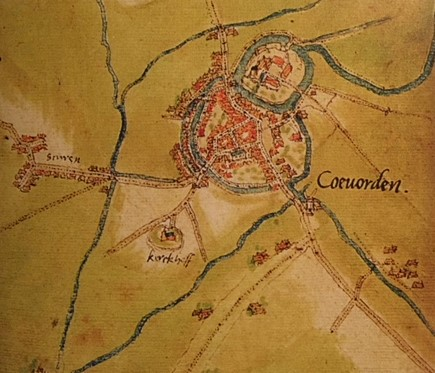
Plattegrond van Coevorden omstreeks 1565 door Jacob van Deventer

De belangrijke positie van de voorde in combinatie met de passagemogelijkheid door de moerassen leidde vermoedelijk in het begin van de elfde eeuw tot de bouw van een mottekasteel met voorburcht in een binnenbocht van het Drostendiep. Opgravingen in 2009 hebben aangetoond dat deze beek vanaf de eerste helft van de elfde eeuw aan de westzijde een natuurlijke gracht vormde. De gracht aan de oostzijde is vermoedelijk in dezelfde periode gegraven, waarbij de uitgegraven grond werd gebruikt voor het maken van de burchtheuvel. Hierop werd het kasteel van Coevorden gebouwd, dat in die tijd een houten, torenvorming gebouw was. Aan het einde van de twaalfde eeuw werd deze vervangen door een stenen toren wat later werd doorgebouwd tot het kasteel.

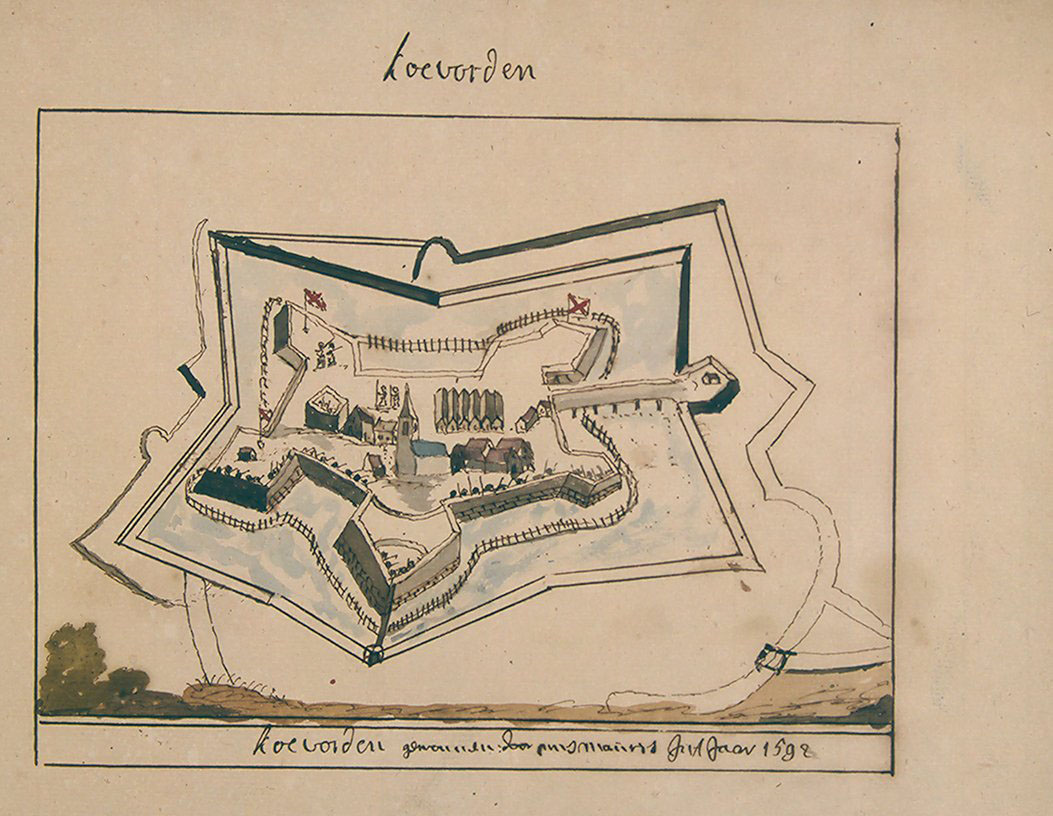
Plattegrond van Coevorden in 1592 Atlas Schoemaker

De periode van de bouw en de vorm van verdere versterkingen van Coevorden zijn onbekend, maar mogelijk vond de aanleg in het begin van de vijftiende eeuw plaats. Dat is gebaseerd op gevonden inscripties waaruit blijkt dat in 1402 het kasteel behoorlijk is verbeterd en verbouwd. In de zestiende eeuw wijzen documenten uit dat de stad het recht had tot jaarmarkten maar niet tot ommuring. Archeologische vondsten hebben dit bevestigd. Op een kaart uit het midden van de zestiende eeuw blijkt dat niet alleen het kasteel, maar ook de stad wel omringt was door een gracht. Deze gracht zal omstreeks 1450 zijn aangelegd. Coevorden kende toentertijd drie poorten: de Sallandse, Drentse en Twentse poort. Het kasteel kende vier torens die dezelfde naam droegen als de poorten. De vierde toren werd de blauwe toren genoemd en had muren van anderhalve meter dik.

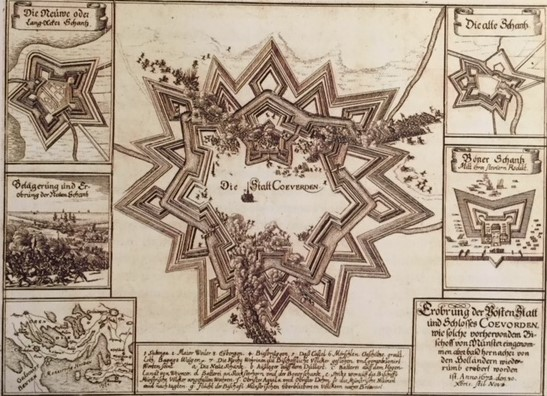
Duitstalige nieuwskaart. In het midden Coevorden van 1672.

In 1579 werden plannen gemaakt voor verdere uitbreiding van de verdedigingswerken. De werkzaamheden bleven beperkt bij het aanleggen van de fundamenten. Hier werd aan doorgewerkt vóór het beleg van Coevorden in 1592, toen de Spanjaarden door prins Maurits uit de stad werden verdreven. De Raad van State had omstreeks die tijd plannen laten maken om Coevorden uit te breiden tot een zevenhoekig verdedigingswerk. Als reactie op Spinola's veldtocht werd in 1605 met de bouw begonnen. Dit blijkt uit kaarten uit die tijd waarop te zien is dat de stad was omwald en dat rond het kasteel een schans was aangelegd. Na het beleg van 1594 gingen de werkzaamheden aan de zevenhoekige vesting verder. Omstreeks 1607 waren deze klaar. Voor bewatering kwamen het Drostendiep, Schoonebeekerdiep en Loodiep uit in de vestinggracht en vloeide het water via een sluis af naar de Kleine Vecht. Door het afsluiten van deze sluis kon het land om Coevorden worden geïnundeerd. Dit was een verdedigingsmethode waarbij aanvallers werden tegengewerkt door het omliggende land onder water te zetten. In 1609 werd het radiale stratenplan ingevoerd in Coevorden. Straten die vanaf de buitenkant in een rechte lijn lopen naar het middelpunt. Hierna werd de vesting niet meer zodanig aangepast. Ook ontdekte tekortkomingen kregen weinig aandacht. Na de Tachtigjarige Oorlog nam de sterkte van het garnizoen, dat uit Friezen en Drenten bestond, af en werd de vesting minder en minder onderhouden.

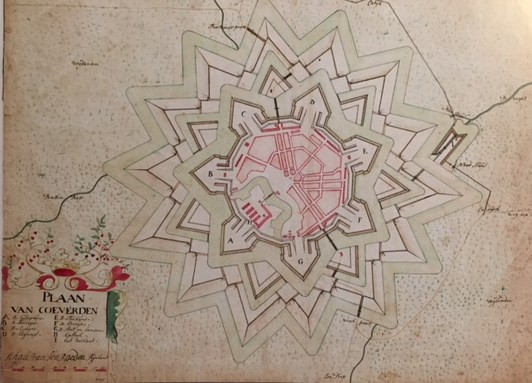
Plattegrond van Coevorden na 1702.

Na het beleg in 1672 bleek dat de vesting was verwaarloosd en allerlei mankementen kende. Coevorden werd daarom als voorbeeld genomen voor een verbetering van vijfpuntige vestingwerken (al had Coevorden er twee keer zeven). De ideeën werden voor een groot gedeelte geleverd door de militair-ingenieur Menno van Coehoorn. In 1700 werd begonnen met de verbouwing en in 1702 was deze af. De vernieuwde vestingwerken werden gezien als onneembaar en kregen zelfs internationale aandacht. In Italië werd eenzelfde type vesting gebouwd in Palmanova.
In 1731 vond nog een kleine verbetering plaats aan de wegen, verder behield Coevorden haar vorm tot ze werd opgeheven als vesting in 1858 en werd ontmanteld in 1870. Jaren daarvoor was de vesting al gezien als een derderangs verdedigingswerk en waren gedeelten al verpand als bouwland. De ontmanteling van Coevorden had te maken met de Frans-Duitse Oorlog op dat moment. Nederland was neutraal en besloot als teken van die neutraliteit Coevorden, als stad dicht bij Duitsland, voor een gedeelte af te breken.
Een van de redenen dat Coevorden haar tactische positie op de zandrug verloor, was de vervening die in het midden van de 17e eeuw om haar heen begon. Er werden kanalen gegraven om het gebied te ontwateren waardoor Coevorden niet meer het monopolie had op een veilige oversteekplaats naar Noord-Nederland.

## Elementen van de vesting vanaf 1700

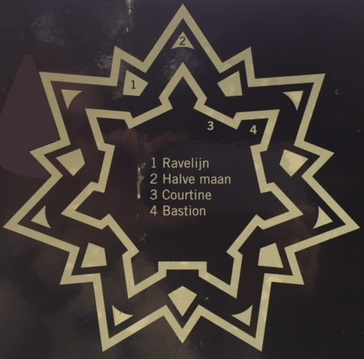
Schematische weergave van Coevorden in 1702.

In Coevorden bestonden de ravelijnen uit vier punten. De halve manen bevonden zich in de punten van de buitenste ster, tussen de buiten- en binnengracht in. De bastions in Coevorden hadden alle zeven de naam gekregen van een van de provincies.

## Huidige toestand

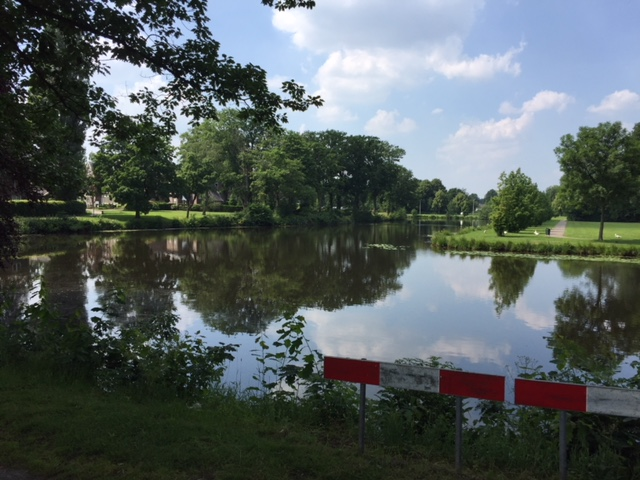
Stervorm bij het Van Heutszpark

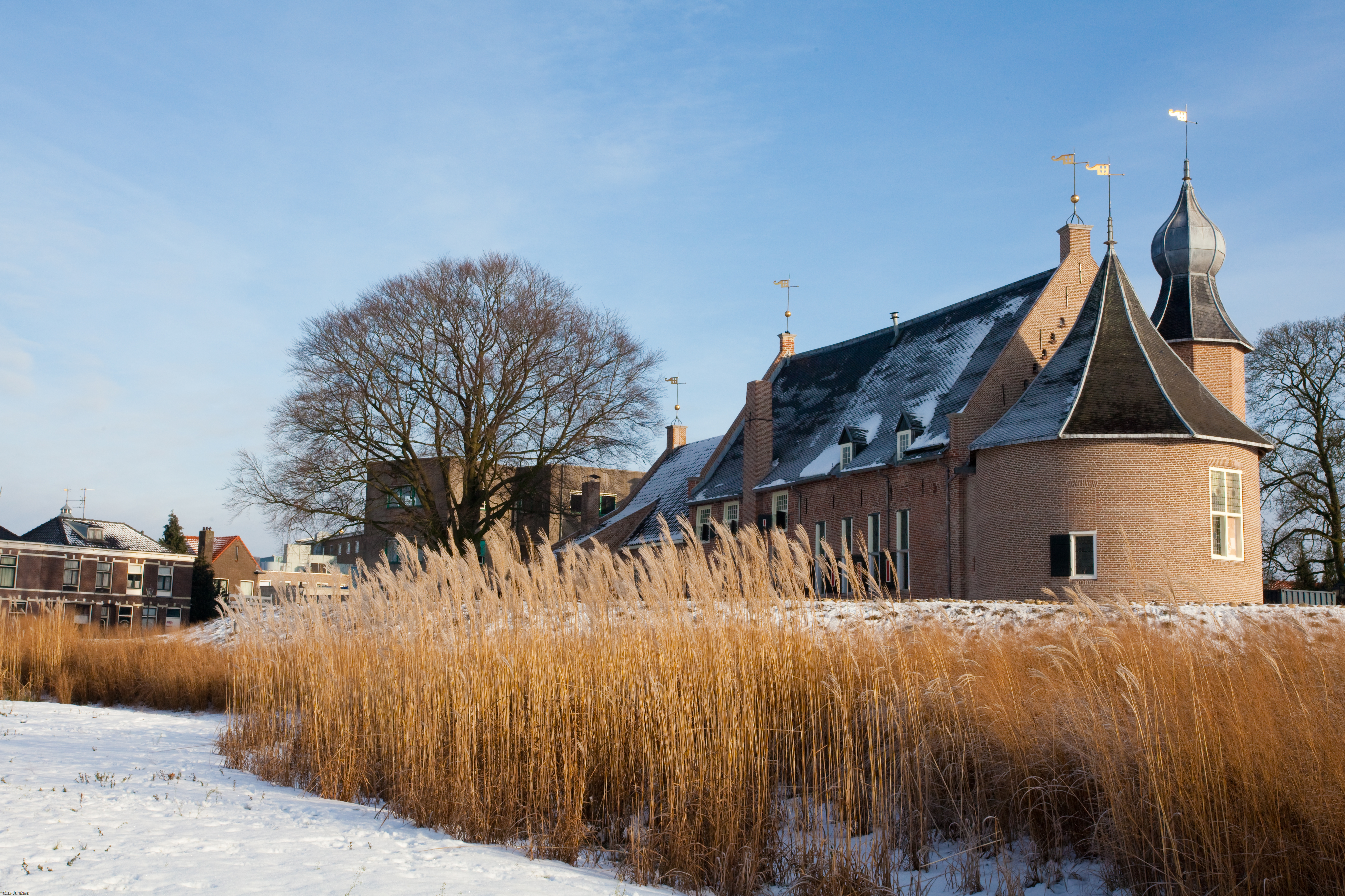
Kasteel Coevorden

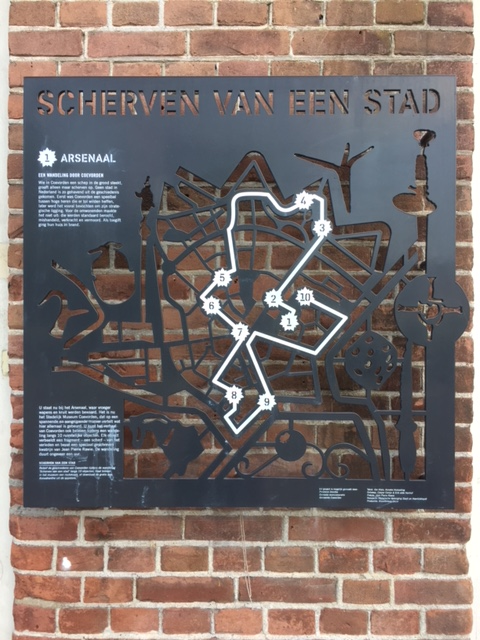
Wandelroute 'Scherven van een stad'

### Waterwegen
De Kleine Vecht, een punt waar de beken samen kwamen, had alsnog vaak een lage waterstand. Schippers konden er met moeite varen en moesten met vlotten lokale producten af en aan voeren. Bij hoogwater was het mogelijk om zwaarder materiaal, zoals zandsteen uit Bentheim, te vervoeren. Door de ontmanteling van de veste konden de waterwegen zich uitbreiden en kwam er voor het eerst een goede scheepvaartverbinding in de omgeving van Coevorden. Ook was er plaats voor industrie.
In het noorden van de stad staan de buitenste stervorm van de vesting nog overeind. Deze grenst direct aan het Van Heutszpark. In het zuiden bij het centrum zijn drie punten van de binnengracht nog zichtbaar. Eind negentiende eeuw werd het Stieltjeskanaal (1880-1884) gegraven naast het Drostendiep. Deze loopt van de stadsgracht van Coevorden naar de Verlengde Hoogeveensche Vaart in Nieuw-Amsterdam. Dit kanaal wordt nog steeds gebruikt door vrachtschepen. Het Drostendiep is alleen een kilometer naar links verplaatst. Het Loodiep is afgebogen en gekanaliseerd. Het Schoonebeekerdiep is tot aan de grens met Duitsland gekanaliseerd in het Coevorden-Alte Picardie Kanaal (1885). Ook de Kleine Vecht wachtte dit lot.

### Lokale aandacht
In 2018 (en enige jaren daarvoor) stimuleert de gemeente Coevorden het herstel van de binnenstad. Het kasteel Coevorden en het arsenaal hebben een renovatie gekregen en verspreid in Coevorden staan informatieborden over wat zich waar heeft afgespeeld.
De geschiedenis van Coevorden is zichtbaar in verschillende straatnamen zoals de Gasthuisstraat, Palmanovastraat, de Voorde en de Drostenstraat. Ook draagt de plaatselijke middelbare school de naam 'De Nieuwe Veste' en zijn in 2013 nieuwe appartementsgebouwen aan de haven geplaatst genaamd 'Ravelijn' en 'Halve Maan'. Rond 2008 zijn op de drie overgebleven punten van de stervormige gracht grenzend aan het centrum, drie zitgelegenheden gebouwd in de vorm van een 'bastion'.
In Coevorden is een wandelroute, 'Scherven van een stad', aangelegd langs verschillende bezienswaardigheden met teksten van Jean Pierre Rawie. De route start bij het Arsenaal en eindigt daar tegenover.